# Сатанта
Сатанта (ок.1830 — 11 октября 1878) — вождь кайова, известный также как Белый Медведь, один из лидеров своего народа в войнах с американцами.

## Биография
Сатанта родился около 1830 года. Его отцом был известный среди кайова шаман Красное Типи. С юных лет он выделялся среди сверстников своей силой, высоким ростом и крепким телосложением.
К середине 1850-х он уже был известным воином. Сатанту знали не только как удачливого и доблестного воина, но и как Оратора Равнин, за его красноречие и различные послания американским военным. С началом Гражданской войны отношения между кайова и белыми поселенцами ухудшились. Кайова и команчи совершали рейды в Техас и Мексику, американцы наносили ответные удары. Сатанта принял участие во многих сражениях с белыми поселенцами и американской армией. Он часто захватывал пленников, для того, чтобы затем продать их американским военным в фортах.
В конце 1867 года кайова подписали новый договор с правительством США на Медисин-Лодж-Крик. Сатанта несколько раз выступил на этом совете, его подпись на договоре оказалась второй в списке вождей племени. Однако не все кайова были согласны жить в резервации. В декабре 1868 года во время переговоров Джордж Армстронг Кастер захватил в заложники Сатанту и Одинокого Волка. Индейцам передали, если они не уйдут в резервацию, то их вождей повесят. Через 10 дней кайова вернулись к форту Кобб.
18 мая 1871 года кайова атаковали караван на Солт-Крик. Они убили семерых погонщиков и разграбили обоз. Из-за этого нападения генерал Уильям Шерман приказал арестовать Сатанту, Сатанка и Большое Дерево и отправить в Техас под конвоем. Пленников посадили в фургоны и повезли на юг. Во время пути Сатанк набросился на конвоиров и был застрелен.
Суд над вождями кайова состоялся в здании суда одного из округов Техаса. Сатанта отклонил все выдвинутые против него обвинения, но его красноречие не помогло ему — суд приговорил вождей к повешению. Губернатор Техаса Эдмунд Джексон Дэвис в конце 1873 года помиловал лидеров кайова при условии, что те никогда не будут принимать участие в набегах на поселенцев.
Сатанта оказался верен своему слову — он сложил с себя полномочия военного лидера и больше не принимал участия в военных действиях. Но он покинул резервацию вместе с соплеменниками и этого оказалось достаточно, чтобы его опять арестовали и отправили в тюрьму города Хантсвилл.
10 октября 1878 года ему сообщили, что остаток своей жизни он проведёт в заключении и никогда не сможет выйти на свободу. На следующий день Сатанта вскрыл себе вены. Его отправили в тюремный госпиталь. По пути туда вождь совершил прыжок со второго этажа вниз головой.
Первоначально Сатанту похоронили на тюремном кладбище, но в 1963 году его внук добился разрешения, чтобы перезахоронить его останки в форте Силл, штат Оклахома.